# 벨라루스의 민주화 운동

1991년부터 1995년까지의 벨라루스 공화국 구 국기이자 벨라루스 인민공화국(1918년)의 공식 국기로 사용되었으며, 현재는 다양한 야권 단체와 개인이 사용한다.

벨라루스 야권은 벨라루스에서 1988년부터 1991년까지 소비에트 벨라루스 당국에 맞서고, 1995년부터는 이 운동의 지지자들이 흔히 독재자로 간주하는 블라디미르 푸틴의 동맹인 알렉산드르 루카셴코 국가원수에 맞서려는 단체와 개인으로 구성된다. 이 운동의 지지자들은 표현의 자유와 정치 및 종교적 다원주의를 바탕으로 한 서구식 의회 민주주의를 요구하는 경향이 있다.

## 배경
현대 벨라루스 민주화 운동은 1980년대 후반 미하일 고르바초프의 페레스트로이카와 체르노빌 원자력 발전소 사고가 소비에트 체제의 심각한 결함을 드러내고 환경, 스탈린 격하 운동, 국가 부흥, 민주적 변화 등의 문제에 대해 상당수 벨라루스인의 결속을 다지면서 시작되었다.
소련의 붕괴로 인해 1991년부터 1994년까지 짧은 민주주의 시대가 도래했다. 그러나 1994년 당선된 알렉산드르 루카셴코는 정치 체제를 권위주의적으로 구축했으며, 유엔 인권 이사회(UNHRC)는 이 체제가 "인권 개념과 양립할 수 없다"고 지적했다.

## 역사

### 1988년 반소 시위
1988년 6월 3일, 민스크의 주간지 "리타라투라 이 마스타트스트바"("문학과 예술")는 고고학자 지아논 파즈냐크와 야우헨 슈미할료우의 기사를 게재했는데, 이 기사에는 벨라루스 수도 외곽의 쿠라파티에서 스탈린주의 희생자들의 집단 무덤 500개가 발굴되었다는 내용이 담겨 있었다. 이 기사는 벨라루스에서 소비에트 시대 당국의 범죄에 대해 다룬 첫 출판물이었다. 같은 해 10월에는 공산주의 희생자들을 추모하기 위한 벨라루스 순교록이 설립되었고, 이후 소련으로부터의 벨라루스 독립을 열렬히 주장하게 된 벨라루스 인민전선 창설을 위한 조직 위원회가 구성되었다.
1988년 10월 30일, 민스크에서 스탈린주의 희생자들을 추모하기 위한 대규모 시위가 쿠라파티에서 열렸고, 진압 경찰이 폭력적으로 해산시켰다. 이는 현대 벨라루스 역사상 수많은 충돌 중 첫 번째였다.

### 벨라루스 인민전선 설립
1989년 6월 24일과 25일, 벨라루스 인민전선 "아드라드젠네" (벨라루스어: Адраджэньне)가 파즈냐크를 의장으로 하여 공식적으로 설립되었다.

### 1991년 벨라루스 파업
1991년 벨라루스 파업은 소련 당국과 그 정책에 반대하는 일련의 전국적인 파업 및 독립 지지 집회였다. 생활 수준 하락과 실업은 글라스노스트와 페레스트로이카 정책과 함께 대규모 시위와 주로 젊은 층에 의한 불안을 촉발시켰으며, 벨라루스 전역에서 민주주의를 요구하는 노동 시위로 이어졌다.
1990년, 벨라루스는 최고 소비에트에 대한 첫 경쟁적인 의회 선거를 치렀고, 소련의 붕괴와 함께 벨라루스를 독립 국가로 선언했다.

### 루카셴코의 당선
1994년 6월 19일, 벨라루스는 첫 대통령 선거를 치렀고, 알렉산드르 루카셴코가 당선되었다. 1995년부터 그는 의회와 다른 기관들을 희생시키면서 권력을 공고히 하기 시작했다.

### 민스크의 봄 (1996~97)
1996년과 1997년 봄, 1994년 벨라루스 헌법 개정에 관한 국민투표로 인해 "민스크의 봄" 또는 "벨라루스 봄"이라고 불리는 일련의 대규모 거리 시위가 발생했다. 벨라루스 정치 체제는 정부가 모든 정치적 자유를 제한하려 하면서 점점 더 권위주의적으로 변했다.

### 헌장 97
헌장 97은 1997년 벨라루스 민주화를 요구하는 선언에서 영감을 얻은 인권 단체이다. 이 문서는 20년 전 체코슬로바키아 인권 선언인 77 헌장을 의도적으로 반영한 제목을 가지고 있으며, 1996년에 실시된 국민투표 기념일에 작성되었다. 이 단체의 말에 따르면, 이 문서는 "독립, 자유, 민주주의 원칙에 대한 헌신, 인권 존중, 독재 정권 제거 및 벨라루스 민주주의 회복을 위해 노력하는 모든 이들과의 연대"를 선언한다.

### 자유 행진 (1999)
1999년 10월 17일, 수십 명의 벨라루스인들이 러시아와의 러시아 벨라루스 연맹국 임박한 시행에 반대하고, 국가 연합을 형성하며 벨라루스의 독립을 끝내려는 것에 반대하며 거리로 나섰다. 이 행진에 대한 응답으로 벨라루스 정부는 두 국가 간의 추가 통합을 중단시켰다.

### 청바지 혁명 (2006)
청바지 혁명은 벨라루스 야권과 그 지지자들이 2006년 대선을 앞두고 벨라루스의 민주적 변화를 위한 노력과 열망을 표현하기 위해 사용한 용어이다.

### 2010년 대통령 선거
2010년 벨라루스 대통령 선거 이후, 최대 40,000명의 사람들이 루카셴코에 항의했다. 7명의 대선 후보를 포함한 최대 700명의 야권 운동가들이 선거 후 탄압으로 체포되었다.
야권 및 야권 후보들의 여러 웹사이트 또한 차단되거나 해킹되었다. 페이스북, X (소셜 네트워크), 유튜브, 구글 토크, 많은 전자우편 서비스 및 라이브저널도 차단되었다. 야권 단체 및 웹사이트인 헌장 97 본부는 루카셴코의 보안군에 의해 습격당했으며, 모든 직원들이 체포되었다.
인디펜던트에 따르면, 루카셴코의 보안군은 "소비에트 시대에도 어색하지 않을 정도의 맹렬함"으로 반대파를 추격했다.

### 2011년 시위
심각한 경제 위기의 영향을 받은 일련의 시위가 2011년에 발생했다. 이 시위의 결과로 7월 29일 정부는 집회 및 모임을 금지했다.

### 2017년 시위
2015년 이전 시위 이후 계속된 경기후퇴와 유가 하락으로 인해 그 해 실업자에게 세금을 부과하는 법이 통과되었다. 약 470,000명의 벨라루스인이 세금을 납부해야 하지만, 발효된 이후 약 10%만이 납부했다.
2월 17일, 약 2,500명의 시위대가 벨라루스 수도 민스크 거리로 나와 연간 183일 미만으로 일하는 사람들이 복지 정책 자금 마련을 돕기 위해 "누락된 세금" 명목으로 미화 250달러를 내도록 하는 정책에 항의했다. 이는 대략 500만 벨라루스 루블에 해당하며, 이는 한 달 급여의 절반에 해당한다. 이 법은 인기가 없었으며 대중에게 "사회적 기생충 반대 법안"으로 조롱받았다. 2월 19일, 제2의 도시 호멜에서도 2,000명이 시위를 벌였다. 두 집회 모두 평화롭게 진행되었다. 다른 도시에서도 소규모 시위가 열렸다.
3월 25일, 주요 시위에서 연설할 예정이었던 야당 지도자 울라지미르 냐클랴예프는 아침에 민스크로 가는 길에 저지당한 것으로 알려졌다.
정부는 경찰이 민스크 시위 현장 근처에서 "화염병과 무기 실은 차량"을 발견했다고 주장하며 시민들에 대한 대규모 체포와 폭행을 옹호했다.

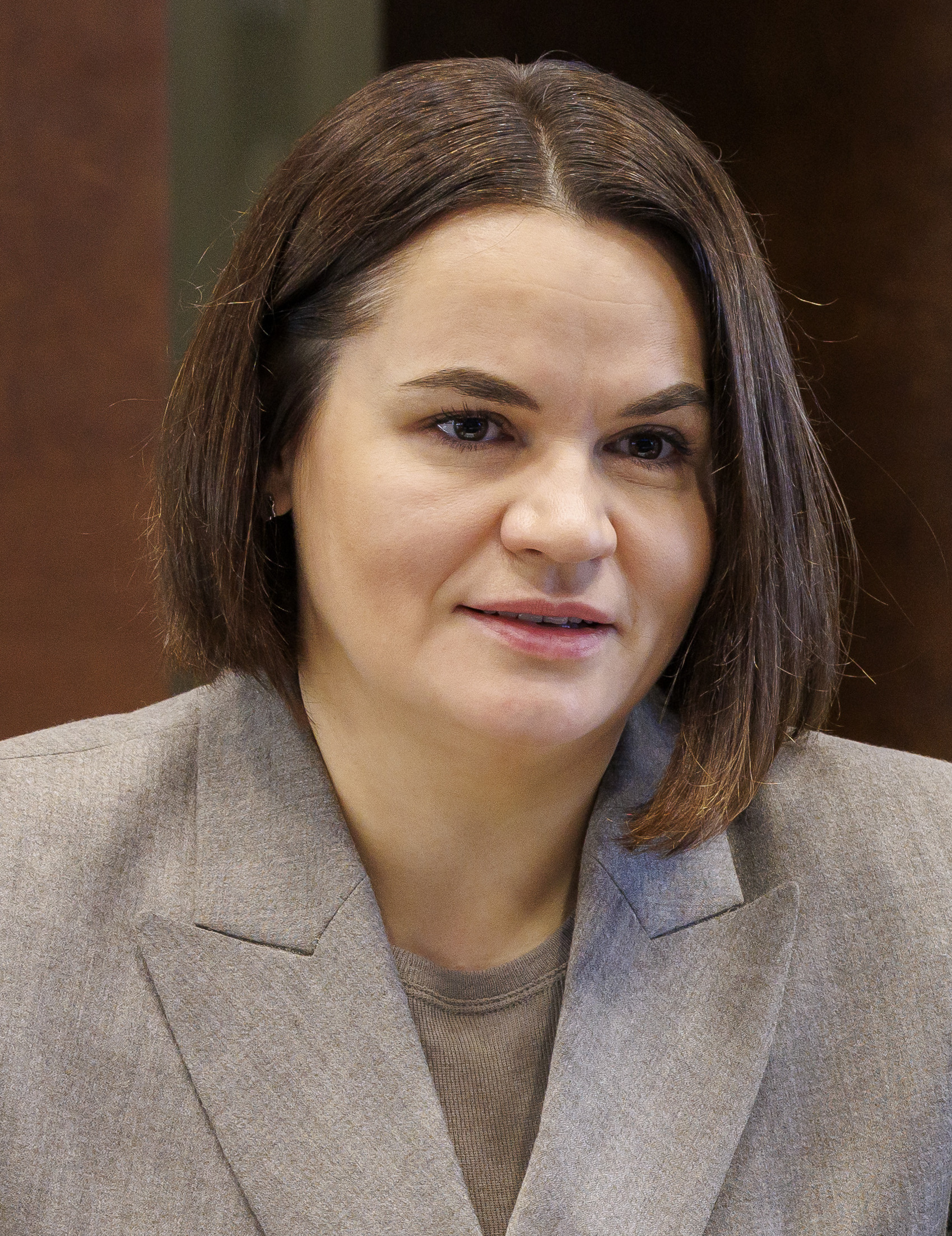
벨라루스 야권 망명 정부 지도자 스뱌틀라나 치하노우스카야, 2024년.

### 2020년 대통령 선거, 시위 및 파르티잔 운동
2020년 5월, 코로나19 범유행에 대한 알렉산드르 루카셴코의 대처로 인해 지지율이 하락하면서 거리 시위가 발생했고, 블로거 세르게이 티하노프스키는 루카셴코를 어린이 동화 "괴물 바퀴벌레"에 나오는 바퀴벌레에 비유하며 신발로 바퀴벌레를 밟는 것을 의미하는 표현을 사용했다. 이 운동의 결과로 많은 야권 후보가 다음 선거에 등록했지만, 그들 중 다수가 체포되었다.
광범위한 부정 선거 의혹으로 얼룩진 2020년 벨라루스 대통령 선거 이후 벨라루스 전역에서 대규모 시위가 터져 나왔다. 이후 야권 대선 후보이자 티하노프스키의 아내인 스뱌틀라나 치하노우스카야는 득표율 60~70%로 자신이 대선에서 승리했다고 주장했고 벨라루스의 평화롭고 질서 있는 정권 이양을 촉진하기 위해 조정 위원회를 구성했다. 텔레그램과 같은 온라인 그룹인 Nexta와 소규모 분산 그룹들은 정보 확산과 야권 활동 조정에 중요한 역할을 했다.
시위 진압은 벨라루스 내에서 진행 중인 파르티잔 운동을 격화시켰고, 이 운동은 조정 위원회의 지원을 받았다. 주요 파르티잔 조직으로는 수프라치우 (사이버 파르티잔, 인민 자위 여단, 부슬리 리아치아치의 연합), 벨라루스 철도 노동자 공동체 및 BYPOL 등이 있다.

### 자유의 날
자유의 날(벨라루스어: Дзень Волі, Dzień Voli)은 벨라루스의 비공식 기념일로, 1918년 3월 25일에 제3차 벨라루스 인민공화국 헌장을 통해 벨라루스 인민공화국이 독립을 선언한 것을 기념한다. 이 날은 알렉산드르 루카셴코가 당선된 이후 벨라루스 민주화 운동이 매년 시위를 벌이는 데 사용되었다.

### 러시아의 우크라이나 침공
2022년 2월 27일, 러시아의 우크라이나 침공이 시작된 직후, 벨라루스 야권에서 루카셴코의 지지와 개입을 규탄하는 시위가 일어났다. 내무부에 따르면, 이 시위에 연루된 800명 이상이 체포되었다. 야권 운동가들은 나중에 분쟁에서 우크라이나를 지원하는 활동에 참여했으며, 여기에는 러시아가 키이우 공세를 지원하는 데 사용했던 국영 철도인 벨라루스 철도에 대한 공격도 포함되었다.

## 야권 정당 및 단체
- 조정 위원회
- 벨라루스 인민공화국 라다
- 벨라루스 인민전선 "부흥"
- 벨라루스 순교록(벨라루스어판, 언어 오류(be-tarask)판)"
- 벨라루스 자유 극장
- 벨라루스 기독민주당
- 벨라루스 녹색당
- 벨라루스 여성당 "나드지에야"
- 사이버 파르티잔
- 인민 자위 여단
- 부슬리 리아치아치
- 자유진보당
- 사회민주주의 의회
- 벨라루스 통합 시민당
- 청년전선
- 벨라루스 사회민주당 (의회)
- 통합 시민당
- 정의로운 세계
- BPF 당
- 보수 기독교당 - BPF
- BYPOL
- 파스팔리타예 루셴니예
- 아나르코-공산주의 전투 조직

## 야권 인사
- 스타니슬라우 슈시케비치 †
- 스뱌틀라나 치하노우스카야[37]
- 세르게이 티하노프스키[38]
- 지아논 파즈냐크[39]
- 안제이 포초부트[40]
- 안젤리카 보리스[41]
- 울라지미르 한차리크
- 알락산다르 밀린키에비치[42]
- 파벨 라투슈코[43]
- 빅타르 바바리카[44]
- 알레스 뱔랴츠키[45]
- 미아치슬라프 흐리프
- 안드레이 오스타포비치[46]
- 알리악산드라 헤라시메냐[47]
- 마르가리타 레프추크[48]
- 블라지미르 아스타펜카[49]
- 한나 카나파츠카야
- 안드레이 산니코프[50]
- 바실 비카우 †[51]
- 알레스 아다모비치 †[52]
- 미콜라 스타트케비치[53]
- 발레리 카발레우스키[54]
- 발레리 사하쉬치크[55]
- 타치아나 자레츠카야[56]
- 알리나 코우쉬크[57]
- 울라지미르 냐클랴예프[58]
- 파벨 슈르메이[59]
- 지아니스 프로하라우[60]
- 바짐 카반추크[61]
- 알리악세이 스코블리아 †[62]
- 볼하 하르부노바[63]
- 마르하리타 보리체바[64]
- 알리악산드르 아자라우[65]
- 발레리 쳅칼라[66]
- 베라니카 찹칼라[67]
- 마리야 칼레스니카바[68]
- 스베틀라나 알렉시예비치[69]
- 파발 시에비아리니에츠[70]
- 즈미체르 다쉬케비치[71]
- 막심 즈나크[72]
- 일리야 살레이[73]
- 타데부시 칸드루시예비치
- 안드레이 젤체르 †
- 알렉산드르 타라이코프스키 †
- 로만 프로타세비치[74]
- 세르게이 딜레프스키[75]
- 이하르 로시크[76]
- 비톨트 아슈라크 †[77]
- 올가 코발코바[78]
- 릴리야 블라소바[79]
- 이반 크랍초프[80]
- 나데즈다 오스탑추크
- 알렉산드르 다브라볼스키[81]
- 안드레이 쿠레이칙[82]
- 비탈 리마셰우스키
- 울라지미르 체슬레르[83]
- 미칼라이 칼레진[84]
- 나탈리아 칼리아다
- 프라낙 비아초르카[85]
- 빈툭 비아초르카
- 블라디미르 노보시아드
- 시아르헤이 체라첸
- 야로슬라프 로만추크[86]
- 유리 자하란카[87]†?
- 빅타르 한차르[88]†?
- 히에나치 카르피엔카 †
- 미하일 치기르[89]
- 에두아르드 로바우 †[90]
- 나스타 팔라잔카
- 알략산드르 카줄린[91]
- 타치아나 카라트키예비치[92]
- 알레흐 트루사우
- 이하르 알리네비치[93]
- 미콜라 지아독[94]
- 알레흐 비아베닌 †
- 나탈리야 라지나[95]
- 파벨 샤라메트 †
- 알렉산드르 오트로셴코프[96]
- 즈미트리 자바즈스키[97]†?
- 아나톨 크라소우스키[98]†?

## 국제적 지지

### 단체
- 유럽 연합은 루카셴코 정부에 대한 제재를 시행했다.
- 북대서양 조약 기구는 루카셴코 행정부에 대한 제재를 부과했다.

### 정부
다음 정부들은 벨라루스 민주화 운동에 외교적 지원을 제공했다.
- [[파일:{{{국기그림-size-23px}}}|22x20px|border |미국]] 미국[99]
- [[파일:{{{국기그림-size-23px}}}|22x20px|border |체코]] 체코[100]
- [[파일:{{{국기그림-size-23px}}}|22x20px|border |에스토니아]] 에스토니아[101]
- 라트비아[101]
- 리투아니아[102]
- 폴란드[103]
- [[파일:{{{국기그림-size-23px}}}|22x20px|border |몰도바]] 몰도바[104]

## 같이 보기
- 벨라루스 파르티잔 운동 (2020년~현재)
- 벨라루스어 레슨
- 카스투스 칼리노우스키 연대
- 새로운 벨라루스 여권 프로젝트